# 송도근
송도근(宋道根, 1947년 11월 27일 ~ )은 대한민국의 정치인이다. 경상남도 사천시장이었다. 경상남도 사천시 출신으로, 건설교통부 관리관을 지냈다.

## 생애
경상남도 사천시 용현면 석계리 출신으로  용현초등학교, 용남중학교, 경남자영고등학교, 방송통신대학교를 졸업했다. 9급으로 시작하여 1급 건설교통부 관리관까지 지낸 입지적 인물.
주요경력은 건설부 감사관실사무관, 감사원 기술국사무관, 진주국도관리소장, 국토지리정보원, 대통령비서실, 건설교통부 (도시관리과장 ,공보국장), 부산지방 국토관리청장, 서울지방 국토관리청장, 건설교통부 광역교통국장, 건교부 정책조정실관리관을 역임하였다.
2014년 전국동시 지방선거에서 무소속 후보로 출마하여 사천시장에 당선되었으며 2018년 전국동시 지방선거에서 자유한국당 후보로 출마하여 재선에 성공하였다

## 학력
- 용현초등학교
- 용남중학교
- 경남자영고등학교
- 한국방송통신대학교 행정학과
- 국민대학교 정치대학원 정치학 석사
- 창원대학교 행정학 명예박사

## 경력
- 건설부 9급 공무원
- 감사원 기술실 사무관
- 대통령비서실 규제완화점검단 과장
- 건설교통부 도시관리과장
- 건설교통부 감사담당관
- 1997: 건설교통부 공보관
- 1998: 부산지방국토관리청장
- 건설교통부 광역교통관리국장
- 2002: 서울지방국토관리청장
- 건설교통부 정책조정개발팀 이사관
- 2005 ~ 2006.01: 건설교통부 관리관(국가공무원 1급)
- 새누리당 여의도연구원정책자문위원
- 한국시대학회 대표
- 2014.07 ~ 2021.11 : 제9·10대 민선 6·7기 경상남도 사천시장(재선, 무소속 → 자유한국당)
- 2016.01 ~ 2017.12 제1대 남해안남중권발전협의회 공동부회장
- 2018.09 ~ 2020.09: 전국시장·군수·구청장협의회 지역공동회장 겸 경남시장·군수협의회장

## 상훈
- 대통령 표창
- 근정포장
- 황조근정훈장

## 논란

### 청탁금지법 위반
경찰로부터 뇌물수수 혐의로 사무실 압수수색을 받아 논란이 되고 있다. 사천시가 삼천포와 사천지역에 대한 하수관거 개선사업과 하수도사업소 관로사업을 추진하는 과정에서 송도근 시장이 공사업체에 억대의 뇌물을 받은 정황이 포착되어 경남지방경찰청은 사천시장실 및 사천 소재 A화학 등 두 곳에 대해 압수수색을 진행하였다. 이에 대해 송도근 시장은 “정녕코 이들 업체로부터 돈을 받은 적이 없다”고 했다. 2019년 7월 19일 창원지검 진주지청은 송 시장을 정치자금법 위반, 특정경제 가중처벌 등에 관한 법률 위반(뇌물 수수), 증거 은닉 교사, 부정청탁 및 금품 등 수수의 금지에 관한 법률(청탁금지법) 위반 혐의로 불구속 기소했다. 2020년 6월 16일 창원지법 진주지원에서 열린 1심에서 부정청탁 및 금품 등 수수의 금지에 관한 법률 위반 혐의에 대하여 징역 6월, 집행유예 1년, 몰수 300만 원, 추징금 821만 8천 원을 선고하고, 나머지 3개 혐의에 대하여 무죄를 선고받았다. 2020년 12월 23일 부산고법 창원재판부에서 열린 2심에서도 원심이 유지되었으며 추징금만 708만 1200원으로 감액되었다. 2021년 11월 11일 대법원에서 원심이 확정되어 시장직을 상실하였다.

### 공직선거법 위반
제7회 지방선거 사천시장 선거 운동 기간인 6월 7일 호별방문이 제한된 곳에서 선거운동을 한 혐의(공직선거법 위반)로 기소되어 2019년 4월 11일 창원지법 진주지원에서 열린 1심에서 벌금 70만 원을 선고받았다. 2019년 7월 24일 부산고법 창원재판부에서 열린 2심에서 벌금 70만 원을 선고받았다. 2019년 10월 31일 대법원에서 원심이 확정되어 시장직을 유지하게 되었다.

## 역대 선거 결과
|  | 21.07% |

|  | 42.72% |

|  | 53.42% |

|  | 49.70% |